# Ursacio di Singiduno
Ursacio di Singiduno (latino: Ursacius; greco: Οὐρσάκιος;; fl. 335-369) fu vescovo di Singidunum; appartenente alla corrente ariana, si scontrò con gli esponenti della corrente nicena nel corso delle dispute cristologiche che lacerarono la Chiesa cristiana nel corso del IV secolo.
Nel 335 partecipò al primo concilio di Tiro, che doveva giudicare le accuse di empietà avanzate contro Atanasio di Alessandria (oppositore della posizione ariana); il supporto di Ursacio e dei vescovi illirici, che si erano probabilmente avvicinati alle posizioni di Ario quando questi era stato in esilio in Illiria, fece sì che Atanasio fosse riconosciuto colpevole dal sinodo ed esiliato dall'imperatore Costantino I.
Nel 342 era a Costantinopoli, dove fece da assistente insieme a Valente di Mursa alla consacrazione a vescovo di Macedonio I.
Nel corso del concilio di Sardica (343) fu scomunicato e deposto dalla maggioranza nicena. Quando nel 346 Atanasio ritornò dall'esilio, Ursacio e Valente si recarono a Roma dal vescovo Giulio, dove misero per iscritto la loro intenzione di ritornare in comunione con Atanasio e la sua posizione.
Nel corso del terzo concilio di Sirmio fu elaborata una formula di mediazione che eliminava ogni riferimento alla «consustanzialità» e definiva il Figlio «simile» al Padre: Ursacio sposò tale formula, e nel corso del concilio di Rimini (359) si adoperò affinché fosse approvata.
Nel 369 fu colpito dalla scomunica per la seconda volta.